# خوان کارلوس سارناری
خوان کارلوس سارناری (اسپانیایی: Juan Carlos Sarnari‎؛ زادهٔ ۲۲ ژانویهٔ ۱۹۴۲) بازیکن فوتبال اهل آرژانتین است.

## باشگاهی
از باشگاه‌هایی که در آن بازی کرده‌است می‌توان به ریور پلاته و اتلتیکو هوراکان اشاره کرد.

## تیم ملی
وی همچنین در تیم ملی فوتبال آرژانتین بازی کرده‌است.